# キエフ・ルーシ

キエフ・ルーシ
- Kievan Rus'
- Русь

キエフ・ルーシ（キエフ・ルーシ、キーウ・ルーシ、古東スラヴ語: Роусь（ルーシ）、英: Kievan Rus'/Kyivan Rus'）は、9世紀後半から13世紀半ばにかけて、東ヨーロッパおよび北ヨーロッパに存在した国家。キエフ大公国（キエフたいこうこく）、あるいはキエフ公国（キエフこうこく）とも呼ばれる。
東スラヴ人、バルト人およびフィンランド人を含み、ヴァリャーグの王子リューリクによって創設されたリューリク朝の治世下で複数の公国が緩やかに連合していた。 ベラルーシ、ロシア、ウクライナの現代の国家はいずれもキエフ・ルーシを文化的な祖先とし、ベラルーシとロシアはそれ（ルーシ）に由来する名称である（そのため、キエフは「ロシアの都市の母」とされている）。リューリク朝は16世紀にロシア・ツァーリ国となるまで大公国の一部を支配し続けた。11世紀半ばの最大時には、北は白海から南は黒海、西はヴィスワ川の源流から東はタマン半島まで広がり、東スラヴ民族の大半を束ねた。
原初年代記によれば、東スラヴの諸地域を現在のキエフ・ルーシに統合し始めた最初の統治者はオレグ大公（879年-912年）である。彼は東からのハザール人の侵入から貿易を守るため、ノヴゴロドからドニエプル川流域に沿って南へ支配地域を広げ、首都をより戦略的なキエフに移した。スヴャトスラフ1世（972年没）は、ハザール人と征服戦争を行い、キエフ・ルーシの領土を初めて大きく拡大した。ウラジーミル大帝（980年-1015年）は、自らの洗礼によってキリスト教を導入し、勅令によってキエフとその周辺のすべての住民にキリスト教を広めた（これが、ロシア正教会の起点とされる）。キエフ・ルーシは賢者ヤロスラフ1世（1019年-1054年）の時代に最大規模に達し、彼の息子たちは彼の死後すぐに最初の成文法である『ルースカヤプラウダ（「ルーシの正義」）』を編纂・発行した。
11世紀後半から12世紀にかけて衰退し始め、様々な地域勢力に分裂した。さらにコンスタンティノープルの衰退による東ローマ帝国との商業関係の崩壊、それに伴う領土内の通商路の減少など、経済的要因によっても弱体化した。1240年代にモンゴルの侵攻を受け、ついに国家は崩壊した。

## 国名
中世時代の史料で確認できるルーシの正式な国名は「ルーシ」のみである。ルーシとは、『サンベルタン年代記』の839年の記述においてはヴァリャーグを指していた。後にその意味は転じ、狭義にはキエフ地域（ただしドレヴリャーネ族・ドレゴヴィチ族の地を除く）、チェルニゴフ-セヴェルスキー地域（ただしラヂミチ族・ヴャチチ族の地を除く）と、ペレヤスラヴリ地域を指していた（ルーシ (地名)参照）。狭義のルーシの用法は、13世紀直前まで用いられており、たとえばノヴゴロドの史料などにおいてその使用例が確認できる。しかし、近世時代以後ルーシの政治的・文化的遺産をめぐって東欧諸国が争ったことから、現在の学術文献ではルーシの正式な国号の代わりに以下のような人工的な学術用語が用いられることが多い。
キエフ・ルーシ
19世紀初頭のロシア帝国の歴史学者、ニコライ・カラムジンが『ロシア国家の歴史』において初めて用いた概念。大公座の置かれていた場所からこう呼ばれる。近代・現代の学術文献において広く用いられているが、中世・近世時代の史料では見られない。
ウクライナ＝ルーシ
20世紀初頭のウクライナの歴史学者、ミハイロ・フルシェフスキーが『ウクライナ＝ルーシの歴史』Kievan Rus'において初めて用いられた概念。ルーシのあった土地から命名した。ウクライナこそがルーシの後継者であるとする主張である。フルシェフスキーの系統を汲む学者が用いる。
キエフ・ロシア
ロシアこそがルーシの後継者であると主張する、カラムジンの系統を汲む学者が用いる概念。
ルーシ大公国（）
近世のポーランド王国とリトアニア大公国の諸年代記に見られる概念。15世紀のリトアニア大公国の内乱中にヴォルィーニで興亡した大公国、また17世紀半ばドニプロ・ウクライナで存在したコサック国家の正式な国号に由来する。
キエフ国家（）
西欧・日本の学術文献に使用されている名称。国民国家史観の影響により生じた「ルーシ」と「ロシア」の用語の混合を回避するために用いる。

### 呼称の変更の問題
2022年ロシアのウクライナ侵攻を受け、日本政府はウクライナの首都の呼称をロシア語の読み方に基づく「キエフ」からウクライナ語の読み方に基づく「キーウ」に変更することとした。これに合わせて、2022年以降日本の研究者の間で「キーウ・ルーシ」という表現も使われるようになった。

## 歴史

### 建国期

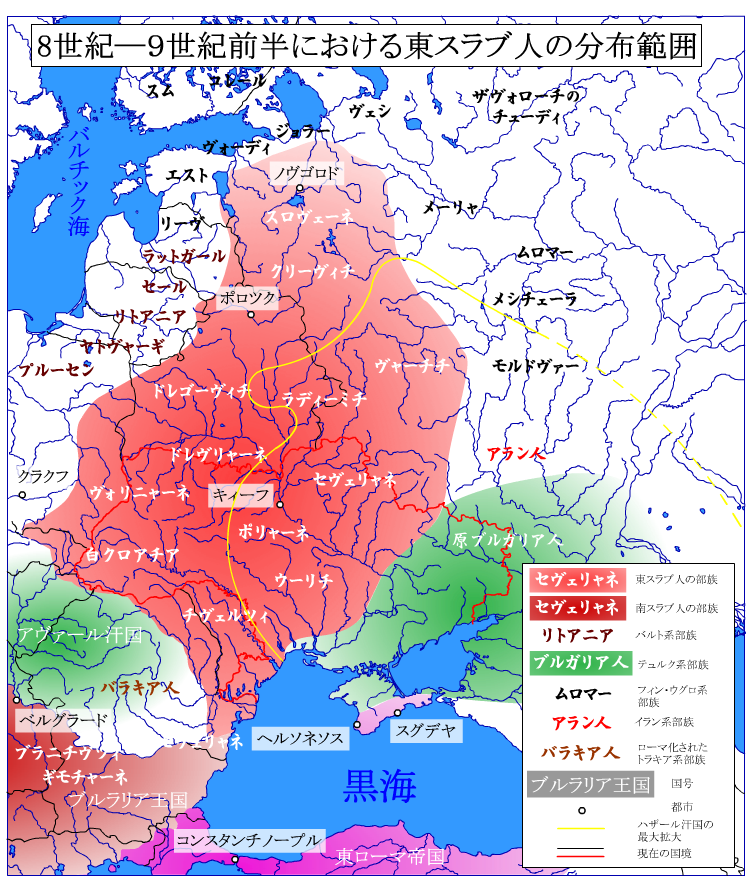
8-9世紀の東スラヴ人

ルーシ最古の年代記である『ルーシ原初年代記』（『過ぎし年月の物語』）によれば、ノヴゴロド（ホルムガルド）に拠って最初のルーシの国家（ルーシ・カガン国）を建設したといわれるリューリクの子、イーゴリを擁した一族のオレグが882年頃、ドニエプル川流域のキエフを占領して国家を建てたのが始まりであるとされている。なお、この国家を建設したと年代記が記している「海の向こうのヴァリャーグ」がノルマン人なのかそうでないのかには議論の余地があるが、ノルマン人が関与していたことはほぼ間違いないとされている（彼らの言語は古ノルド語であったが、次第に古東スラヴ語へと変遷して行ったと推定されている）。建国当初はまだキリスト教化もしておらず、ペルーンなどの固有の神々を信仰していた。一方でソ連の学者M・チホミロフは、「ルーシ」という名前は9世紀から知られており、キエフを中心とした東スラヴ人ポリャーネ族の国の国号であったと論じており、それがヴァリャーグによって征服され大公国として成立したという説もある。
建国より10世紀までの歴代支配者、すなわちオレグ、イーゴリ1世、そしてその寡婦オリガは周囲の東スラヴ諸民族を次々に支配下に収めて勢力を拡大。また、南に位置する大国東ローマ帝国とも数度戦い、帝国の首都ツァリグラード（ミクラガルド）を攻撃した（ルーシ・ビザンツ戦争）。いずれの戦いも当時マケドニア王朝支配下で国力を上昇させていた東ローマに撃退されているが、これらの接触を通じて帝国の首都コンスタンティノポリスとキエフの間には商人が行き来し、次第に東ローマの文化やキリスト教がルーシに流れ込むようになっていく。オリガに至っては東ローマ皇帝コンスタンティノス7世を代父としてキリスト教の洗礼を受けたといわれている。

### 英雄達の時代

#### スヴャトスラフの戦い
オリガの息子スヴャトスラフ1世の時代、キエフ・ルーシは大きく勢力を伸ばす。965年にはハザール・カン国に大打撃を与え、ハザールに貢納していたヴォルガ川上流域のヴャチチ族を服属させた。さらにスヴャトスラフは南西へ転戦して、968年にはブルガリア帝国に侵攻。一度は撤退したが、971年に再度ブルガリアへ遠征してこれを撃破。そのまま東ローマ帝国へ兵を進め、帝国のヨーロッパ側領土を明渡すように要求するまでに至った。しかし、皇帝ヨハネス1世ツィミスケス率いる重装騎兵軍団と秘密兵器「ギリシアの火」を装備した東ローマ艦隊に敗れ、遠征は失敗に終わった。スヴャトスラフは、二度とバルカン半島へ現れないという条件の和議を結んで帰国する途中の972年、ドニエプル川の浅瀬でペチェネグ人に襲われ戦死した。

#### ウラジーミル聖公とヤロスラフ賢公

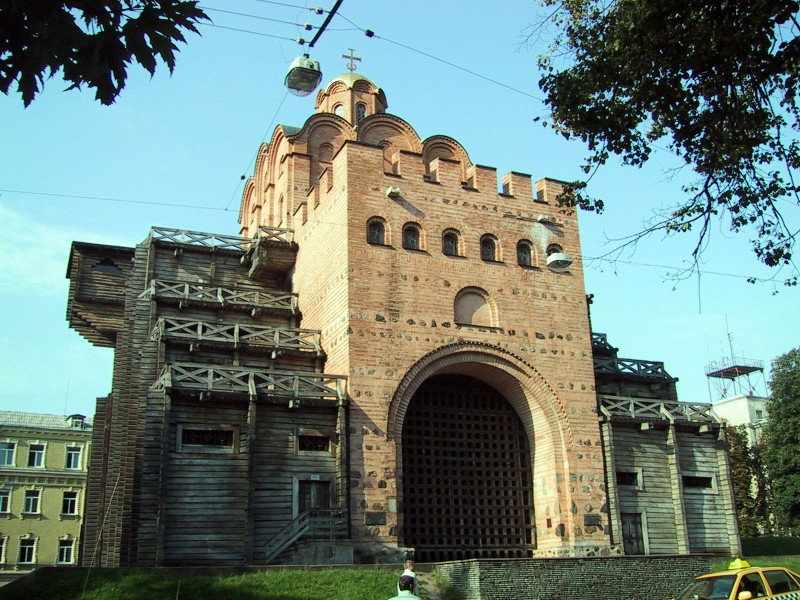
黄金の門。古代キエフへの入り口。

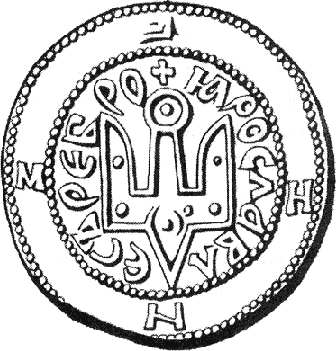
ヤロスラフ賢公のコイン。三叉の矛の意匠は現在のウクライナの国章に引き継がれている。

スヴャトスラフの死後、長男のヤロポルク1世が後を継いだが、980年に弟のウラジーミルに追われ、ウラジーミルが支配者（ウラジーミル1世）となった。ウラジーミルはスウェーデンでヴァリャーグたちを従士団として雇用し、のちにヴァラング隊として東ローマ帝国に贈った。ウラジーミルは領土を大きく広げ、キエフ・ルーシはその最盛期を迎えた。貴族の反乱に悩まされていた東ローマ皇帝バシレイオス2世へ援軍を派遣する見返りとしてアンナを妃に迎え、キリスト教を国教として導入した。これによってルーシはキリスト教世界の一員となり、皇帝と縁戚関係を結んだことによってキエフ・ルーシの国際的地位も上昇した。それまでは北欧との関係も深く、ノルマン人の植民の奨励など親スカンディナヴィア政策を行っていたが、キリスト教（正教会）を国教としたことで東スラヴにおけるヴァリャーグ人の時代が終り、キリスト教の時代が始まったといえる。
なおこのとき、東ローマ帝国からキリスト教を導入したことにより、キエフ府主教はコンスタンティノープル総主教の影響下に置かれることとなった。ここで成立した教会はウクライナ正教会、ロシア正教会の母体になった。
1015年のウラジーミルの死後、後継を巡って争いが起きる。長男のスヴャトポルク1世は機先を制してボリスとグレブら弟達を殺害し、ポーランド王ボレスワフ1世を後盾として一時キエフ大公の座につくが、ノヴゴロドにいた別の弟 ヤロスラフが大軍を率いてキエフを攻略し、スヴャトポルクを追放して大公となった（ヤロスラフ1世）。当初は弟のムスチスラフの反乱などに悩まされたヤロスラフだが、やがて弟と和解し、ペチェネグ人を討ち、ポーランド王国から奪われていたヴォルイニ地方を奪い返した。またスウェーデンやハンガリー王国などと縁戚関係を結ぶなど活発な外交を展開した。なお、1043年には東ローマ帝国と対立し、コンスタンティノポリスへ遠征を行ったが、これには失敗している。これがキエフ・ルーシの最後の対東ローマ遠征となった。
内政面でも、法典を整備し、キエフの街を拡張し、教会を建設するなど文化の振興にも尽くした。これにより、ヤロスラフは「賢公」と呼ばれている。

### 衰退と国家の解体
ヤロスラフ1世は1054年に没した。死に際してヤロスラフは、子供たちを重要な都市へ配して国家を安定させようと図ったが、かえって争いが頻発した。また、ペチェネグ人に代わってポロヴェツ族によってルーシがたびたび攻撃された。こうしてキエフ大公の権威は低下し、諸公が自立傾向を強めることになった。
この傾向は1113年に大公となったウラジーミル2世モノマフとその子ムスチスラフ1世の時代にいったん食い止められる。ウラジーミルはポロヴェツとの戦いで戦果を上げ、キエフ・ルーシ全体の統一を回復した。
しかし、1132年のムスチスラフの死後は再び諸公の争いが頻発し、キエフはリューリク家の血を引く諸公達の争奪戦の場所となって破壊された。十字軍遠征と、それによる地中海貿易の活発化でドニエプル川経由の交易が衰退し、内乱やポロヴェツとの度重なる戦争でキエフの街とキエフ地方は荒廃。人々は北東のノヴゴロドやモスクワなどへ移住していった。
これによりルーシは完全に分裂し、北東ルーシのノヴゴロド公国、ウラジーミル・スーズダリ大公国や南西ルーシのハールィチ・ヴォルィーニ大公国などが割拠する時代に入ることとなる。
モンゴルのルーシ侵攻後期の1240年、モンゴル帝国軍が南ルーシを制圧し、キエフ・ルーシは事実上崩壊した。

## 政治・社会

### 身分
（本小節のキリル文字表記はウクライナ語による。なお、リンク先のページ名の、カタカナ表記の転写元はその限りではない。）
- 大公（ヴェリーキー・クニャージ・великий князь）
- 公（クニャージ・князь）
- 聖職者（コンスタンチノープル総主教に属すキエフ府主教区）
  - キエフ府主教（府主教の座は聖ソフィア大聖堂）、16人の主教、司祭
  - 修道士（キエフ洞窟修道院）
- 軍人
  - 従士（ドルジーナ・дружина）
    - 老（大）友隊[要出典]（старша　（велика） дружина）
      - 老仁（良仁）[要出典]、貴族（старшие мужи, бояри, боляри）:公の評定衆、政務・軍事の担当者。大将[要出典]（ヴォエヴォダ・воєвода）、代官（ポサードニク・посадник)、千人長（トィシャツキー・тисяцький）、百人長（соцький）、十人長（десяцький）などの役職に任命された。

    - 若（小）友隊[要出典]（молодша （мала）дружина）
      - 若党[要出典]、貴族（младшие мужи, боярські сини）:公の側近。公が滞在する地域で裁判・警察・行政などが任された。その中では玄関衆[要出典]（під'їздні）、過料取衆[要出典] / 人命金徴収者[22]（ヴィルニク・вирники：罰金を徴収する役割を担った[23]）、契約衆[要出典] / 勤務士族[24]（рядовичі）、帯刀衆[要出典] / 執行人[22]（メチニク・мечники）、小姓衆[要出典]（отроки）、宮廷衆[要出典] （（дворяни）などの区分が存在した。
- 行政官
  - 代行官[22]（チウン・тіун）
- 平民（Проста чадь）
  - 町人(людье градские):基本的に公や貴族の城ないし館の周りの町（ポサード・посад）に住む。自治組織を持ち、ヴェーチェ（віче）と呼ばれる町内会議で行政を営む。
    - 職人：鍛冶屋、焼物屋、大工、革細工人、武具屋など。（参照：キエフ・ルーシ期の都市#産業）
    - 商人：ギリシャ衆[要出典]（ビザンツ帝国との貿易を独占していた商人団）、ザロザ衆[要出典]（カフカス地方とアジアの諸国との貿易を貿易を独占していた商人団）、イヴァン党[要出典] / イヴァン商人団（蜜蝋を独占して販売していた商人団）

  - 農民（スメルド・смерди）
- 隷属民 - チェリャヂ（челядь）、ホロープ（холопи）、ザークプ（закупи）、リャドヴィチ（рядовичі）:公、貴族、聖職者に属して雑務を行う。自宅や家族を持つことが許されていた。
- その他、特殊な状況下に置かれた人々を指す用語：イズゴイ、ベルラドニキ

### 政治

#### 公
キエフ・ルーシは、その政権下に、東スラヴ人、フィン・ウゴル人、バルト人の諸部族の住む広大な地域を組み込んでいた。各地の都市を軸とする諸公国の長はクニャージ（公）といい、ルーシの地全域（キエフ・ルーシ）を統べるキエフの公は、ヴェリーキー・クニャージ（大公）の称号を帯びた。しかしこの称号は、しばしば他者に僭称されることがあった。また、大公・公の権力は相続制であったが、キエフ・ルーシ初期には末子相続・兄弟相続が伝統的な相続法として採用されており、多くの相続争いを引き起こした。ヤロスラフ1世（キエフ大公在位：1016年 - 1054年）は長子相続の採用を提唱し、またウラジーミル・モノマフらはリューベチ諸公会議（1097年）を開催し 、相続に端を発するルーシ諸公の内紛をとどめようとしたが、大局的には相続争いがやむことはなかった。12世紀半ばにはキエフ・ルーシは分裂期を迎え、約15の公国が形成された。中にはさらに内部に分領公国を抱える公国もあった。各公国はリューリク朝に連なる者が公の座にあった。このうちの有力な血統は、チェルニゴフ公国のオレグ一門 (ru:Ольговичи) （始祖：オレグ・スヴャトスラヴィチ）、スモレンスク公国のロスチスラフ一門（始祖：ロスチスラフ・スヴャトスラヴィチ）、ヴォルィーニ公国のイジャスラフ一門（始祖：イジャスラフ・ムスチスラヴィチ）、スーズダリ公国のユーリー一門（始祖：ユーリー・ドルゴルーキー）であった。

#### 貴族・民会

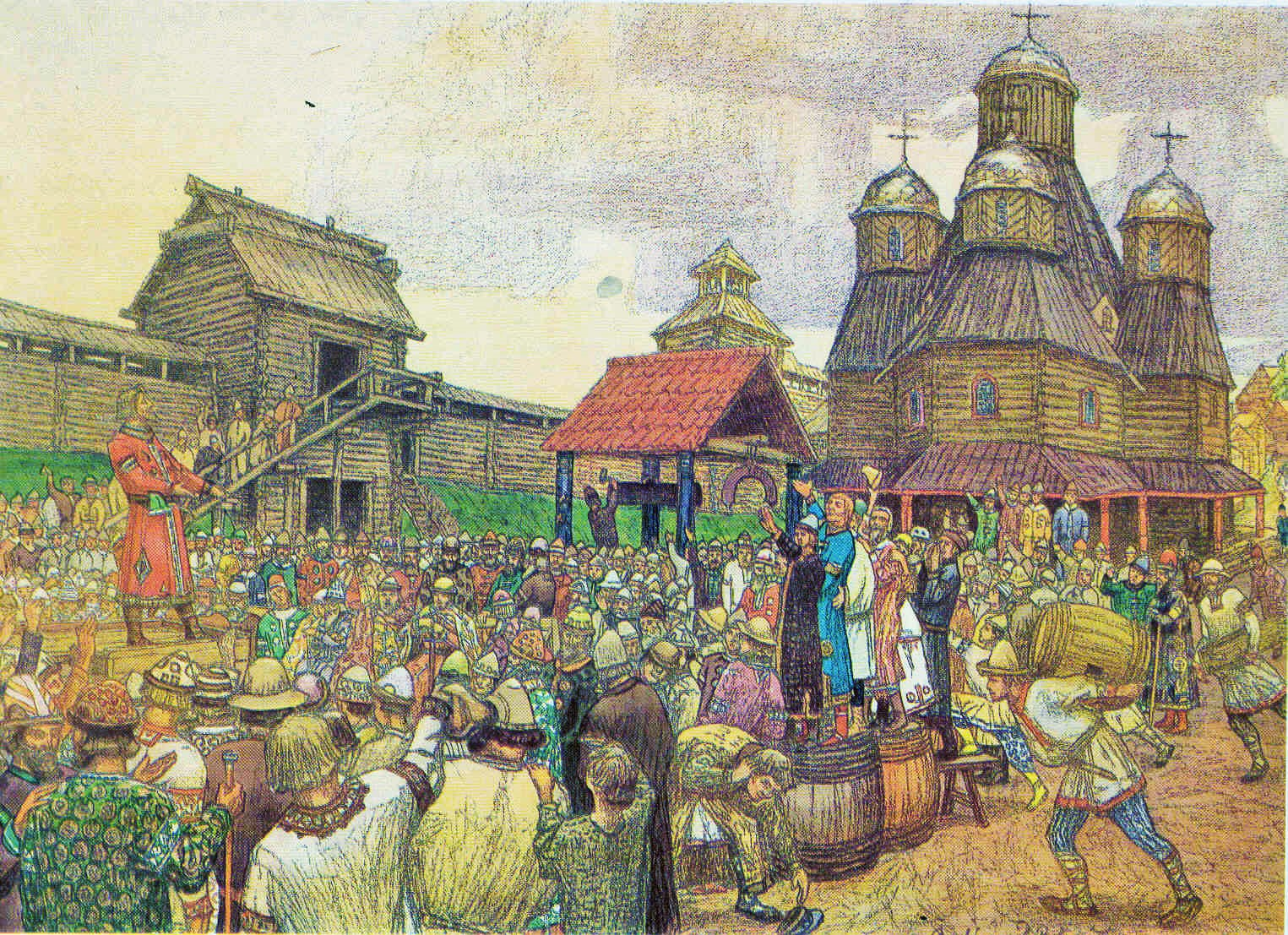
プスコフのヴェーチェ
（アポリナリー・ヴァスネツォフ・1909年）

支配地の管理には、公以外にはボヤーレ（貴族）とドルジーナ（従士団・親衛隊）が参加した。ドルジーナは公に属し主に軍事行為に従事するものたちであるが、ポヤーレと雇用関係を結ぶドルジーナもいた。12世紀のキエフ・ルーシの分裂期には、政治権力は公とドルジーナのうちの上位層の手から、力を増してきていたボヤーレの手に渡った。ボヤーレは、その始祖はキエフ大公をはじめとする公たちと同じリューリク朝の出身者であったが、この時期には既に公家とは別の家門を成していた。
また、市民によって構成されるヴェーチェ（民会）が各都市に組織されていた。945年にイスコルテニのドレヴリャーネ族は、ダーニ（貢税）を求めた公のイーゴリを殺害するが、この殺害に至るまでの討議は『原初年代記』に記述されており、討議は既にヴェーチェが機能していたことを示すものであるとみなす説がある。ヴェーチェは自由民階級の戸主である成人男子に参加権がある直接民主制であり、事項の決定は全員一致を原則としていた。開催は鐘を打ち鳴らすことで住民に周知させ、時には公や貴族に対する蜂起をも引き起こした。

#### 諸公国の内情
公・貴族・民会は、キエフ・ルーシを構成する各公国において、それぞれ異なる権力バランスを作り上げていた。以下はその例である。
キエフ公国
公の二頭体制が行われるいくつかのケースが見られたが、キエフ公国のボヤーレは内紛の白熱化を防ぐための支援を行い、他公国からの干渉に対して立ち回った（キエフ大公位に食指をのばしたユーリー・ドルゴルーキーは、キエフのボヤーレによって毒殺されたという推測がある）。また、キエフのボヤーレ階級は、ムスチスラフ1世の子孫に好意を抱いていたが、公を選ぶ際には、キエフのボヤーレらの見解は外部からの圧力に抗しきれないことがあった。一方、キエフのヴェーチェは12世紀半ばに衰退した。
ノヴゴロド公国
キエフとは対照的にヴェーチェが12世紀半ばに活動の全盛期を迎え、以降も長期に渡って機能していた。ノヴゴロドのヴェーチェは民事・軍事に関わる事項の決定や、公の任免・罷免をも決定した。また、ヴェーチェによる共和制の施行によって、ノヴゴロドではリューリク朝出身者のヴォチナ（世襲領地） (ru:Вотчина) が発展することはなかった。なお、ノヴゴロド大主教の候補者はヴェーチェによって建議され、大主教が追放されたという出来事も記録されている。
ウラジーミル・スーズダリ大公国
公の権限を強化しようとしたウラジーミル大公アンドレイ・ボゴリュブスキーによる独裁政治と、それを除こうとするボヤーレのクチコ (ru:Кучко) ・下位層のドルジーナとが対立する事件が起きた。しかしアンドレイの死（1174年）の後、ボヤーレ側は敗北し、公個人の権力が大幅に増大することになった。とはいえ、その後14世紀の直前まで、ウラジーミル・スーズダリ大公国ではヴェーチェに関する言及が見出されることから、ヴェーチェは権力闘争の中において大きな役割を担うことになったと推測される。
ガーリチ公国
ボヤーレの中から公を選出するということが起きた。
また、唯一の、ルーシ全体が関与する政治機構としては、諸公会議が残っていた。それは主にポロヴェツ族との戦いに関する事項を扱った。なお、教会は府主教を長として、比較的統一性を保っていた（地域的な聖人・聖遺物の出現と、それに対する礼拝行為を除く）。

### 軍事

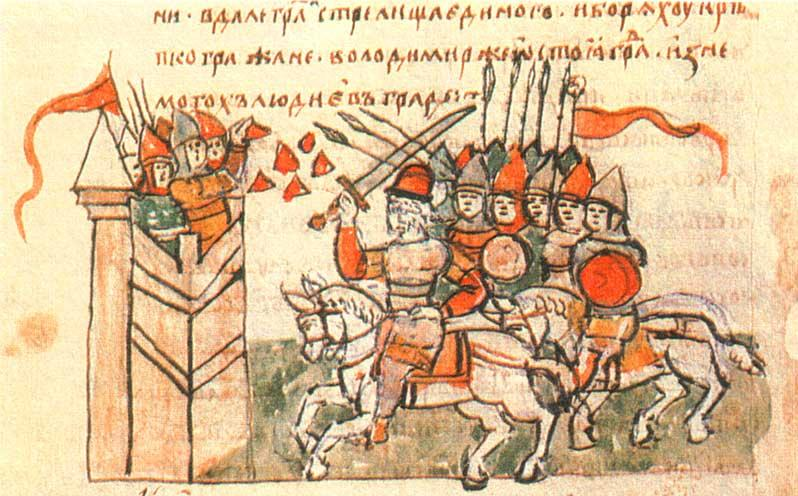
年代記の挿絵に描かれたルーシの軍隊（『ラジヴィウ年代記』）

9世紀から10世紀のキエフ・ルーシの軍隊は、ドルジーナ部隊とオポリチェニエ (ru:Ополчение#В средневековой России) （民兵）部隊を主軸として構成されていた（さらに遊牧民の傭兵部隊を加えて3種類とみなす文献もある）。この時期のドルジーナは公との契約に基づく傭兵的性格を帯びており、主要構成員はヴァリャーグ（たとえば、12-13世紀のノヴゴロドにおいて傭兵として雇用されていた）、またバルト海沿岸からの移住者、地元民などであった。給与は銀、金、毛皮によって支払われていた。ドルジーナの雇用にかかる費用は歴史家によって見解が分かれているが、通常、勇士は年に8-9キエフ・グリヴナ（ディルハム銀貨200枚以上に相当）を受け取っていたのに対し、11世紀初め以降の一般兵卒は北部グリヴナ1枚のみを得ていたとみなされている（地域による貨幣価値の違いについてはru:Древнерусская гривна、#貨幣参照）。それに加えて、ドルジーナは公の負担によって扶養されていた。それは初めはストロヴァニエ（食事・祝宴）の形で出現したが、後にコルムレニエ（扶持制） (ru:Кормление) という、ポリュージエ（巡回徴貢）による住民からの租税と、国際交易から得た資金とから支払う形に変化した。また、キエフ大公は下位のドルジーナ層から構成された400名の部隊を個人的に抱えていた。
国家経営に関する有事の際のヴォエヴォダ（軍事司令官）は、しばしばボヤーレの中から抜擢・任命され、公に同行した。摂政オリガ・スヴャトスラフ1世・ヤロポルク1世の3代にわたって仕えたスヴェネリド (ru:Свенельд) 、ウラジーミル1世揮下のドブルィニャ (ru:Добрыня) などである。
時代が下り、各公国の貴族や土地に根付く連隊へと、ドルジーナの分層化が始まると（ドルジーナ#社会的身分・公との関係参照）、軍隊は封建的オポリチェニエ（民兵）を基本とするようになった。彼らは都市、都市の管区、スロボダの防衛のために用いられた。なお、ノヴゴロド公国のドルジーナは、事実上、公国の政権に雇用された存在であった。またノヴゴロドには主教・市民が組織したトィシャチ部隊（トィシャツキー（千人長）を長とする民兵部隊）や、ボヤーレ所属の民兵部隊も存在した。
通常、軍事遠征は数名の公の軍勢からなる連合軍によって行われた。年代記の記述によればその軍勢は1万-2万人、ルーシ全体での兵力は総勢2万-4万人に達した。

## 経済・産業

### 都市

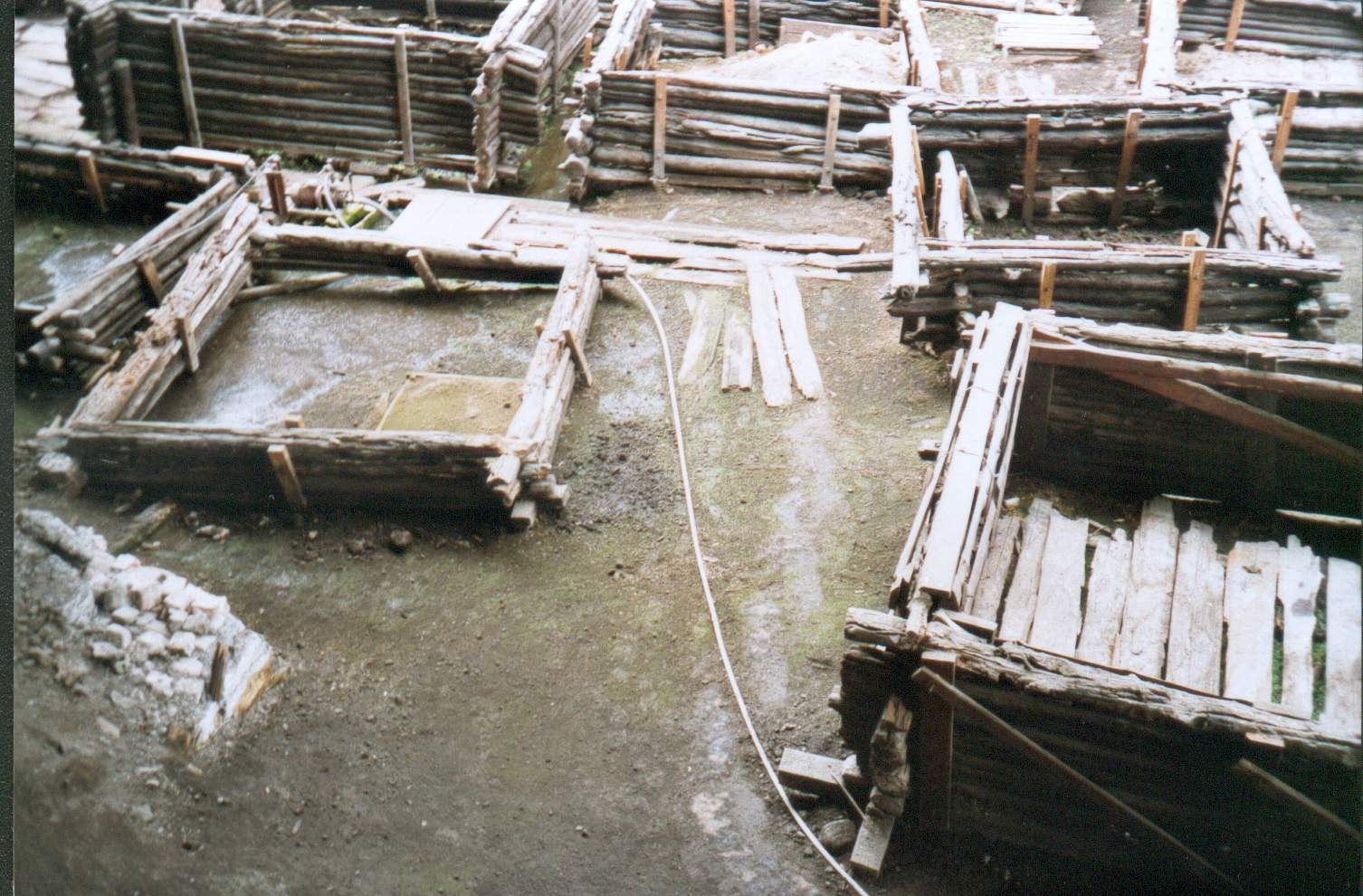
13世紀の都市建築物の遺構
（ベラルーシ・ブレスト）

キエフ・ルーシ期における都市（ゴロド：ロシア語: Город）の数は、年代記や他の史料をもとに判断すると、確実に増加していたといえる。一般に都市は城壁に囲まれており、南部のステップ地帯の近くでは、さらに要塞化を施された都市が多かった。9世紀から10世紀には25、11世紀には64、12世紀には135の都市に関する言及がある。13世紀にはさらに47の都市の名がみられる。1230年代後半にモンゴル帝国のバトゥの侵略を受けるまでに、各公国に平均して20から25の都市があり、総計では300に上る都市があった。また、それ以外に、防衛設備を付加された名のない集落が1,000以上あった。都市とそのような集落の比は1:3から1:7だったと推測される。年代記上は、これらの要塞化された集落は都市とみなされておらず、おそらくポゴストかスロボダとみなされていた。当時の西欧に比べ、ルーシにおける都市人口の割合は高く、総人口のうち13-15%が都市に住んでいたと推測されている。
見解のひとつによれば、モンゴルのルーシ侵攻以前の都市の発展段階は、3つの時期に分類されている。すなわち、第1期：10世紀半ば - 11世紀前半、第2期：11世紀後半 - 12世紀前半、第3期：12世紀後半 - モンゴルの侵攻期（1237年 - 1240年）である。第1期にはドニエプル川・ヴォルホフ川に沿って多数の都市が作られた。第2期はルーシが諸公国に分裂し、また封建化が進んだ時期であるため、地方に位置する小規模な都市の役割が増加した。第3期は各都市と文化が最大限に発展した時期である。
大都市は手の込んだ防御設備を有していた。都市の中心部はデティネツによって保護されていた。また重要な地域は防壁で覆われており、有事の際には都市民のみならず、近郊の人々をも守ることができた。このような都市は公の屋敷を兼ねた居城となっていた。また、キエフ、ノヴゴロド、リャザン、スモレンスクなどの都市には一般市民の屋敷もあった。大部分の都市は都市計画に基づき建設されており、原則的に、川沿いに1-2本の街路が配置され、小路がそれに交差していた。また、11-13世紀のルーシの都市の特徴として、教会・寺院が都市の必須建築物であったということがあげられる。各都市には2-3から数ダースの教会があった。修道院は都市の外に立てられていた。
モンゴルの侵攻直前のキエフの人口は35,000-50,000人と推定されており、中世有数の大都市であった。しかし、モンゴル軍の攻撃を受けて壊滅し、キエフや、同じくキエフ・ルーシ期の中心的都市であったチェルニゴフ・ペレヤスラヴリといった都市は衰退した。

### 貨幣

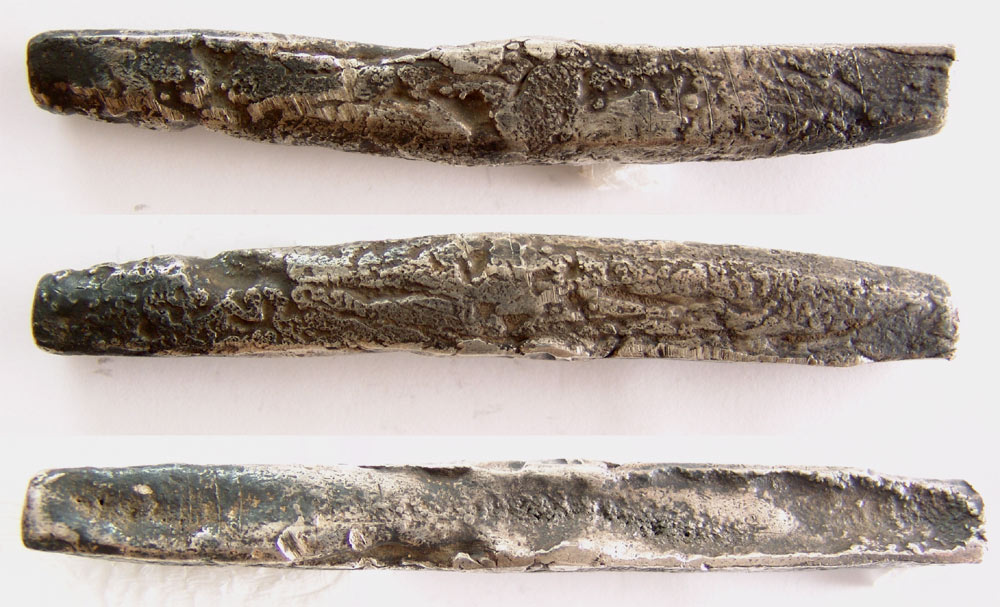
ルーシ北部のグリヴナ。レニングラード州コポリエ村出土。

東スラヴ民族の地での貨幣は、北・東ヨーロッパと、イスラム諸国との交易が開始された8世紀- 9世紀の境目に流通しはじめた。貨幣のための鉱石の埋蔵量が乏しかったため、積極的な銀貨の輸入が行われた。830年代から、カフカス・中央アジアへの交易路を介して、イスラム諸国で鋳造されたディルハム貨幣が流入した。9世紀の最初の3分の1期には、キエフ・ルーシ内に貨幣が普及していた。
10世紀後半には、南北の異なる国際市場を背景とする2つの貨幣制度が発生した。キエフ・チェルニゴフ・スモレンスクなどのルーシ南部においては、ディルハム貨幣から切り取られた1.63gの貨幣が流通していた。これは東ローマ帝国のリトラ(en)の200分の1に相当した。一方ルーシ北部では似たような切抜き貨幣が使用されたが、重さは1.04gで、グリヴナの200分の1に相当した。また、ルーシ北部で銀貨の重さを測定するために使われた、秤の球状の分銅が出土している。
イスラム諸国の弱体化により、10世紀末に東方からの貨幣の流入が衰えると、上記の貨幣は物品貨幣に取って代わられた。この時期に相当するウラジーミル1世、スヴャトポルク1世の治世には、固有の貨幣の鋳造が企画されたが、原材料の不足によってまもなく中止された。
ルーシ北部ではディルハムの代用品として、ドイツ・イギリス・スカンジナビアからデナリウスが持ち込まれ、12世紀初頭まで流通していた。

### 交易

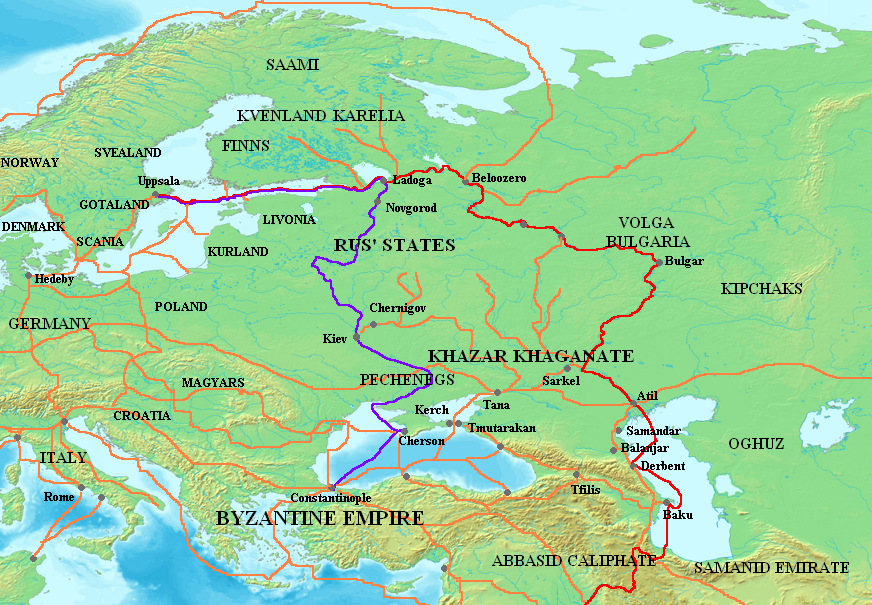
8-11世紀の交易路。青：ヴァリャーグからギリシアへの道、赤：ヴォルガ交易路 。

交易は公国の経済活動の主要な要素であり、対外交易は非常に発達していた。ドニエプル川を軸とした水路は、ルーシと東ローマをつないでいた。さらに商人たちはキエフからモラヴィア、ボヘミア、ポーランド、ドイツ南部へ、ノヴゴロドやポロツクからはバルト海を経てスカンジナビアやポメレリア、その西へと出かけていた。
主要な交易路には以下のものがあった。
- ヴァリャーグからギリシアへの道：バルト海からラドガ湖へ入り、ヴォルホフ川、ドニエプル川とその支流や連水陸路を駆使して黒海へ、そして黒海を航海してバルカン半島の東ローマ帝国やブルガリア帝国へと至るルート。また、黒海からドナウ川へ入り、モラヴィア王国へ行くことも可能であった。
- ヴォルガ交易路（英語版） ：ラドガからカスピ海、ホラズム、中央アジア、ペルシャ、カフカスへ至るルート。
- 陸路：プラハ - キエフ - ヴォルガ川 - アジアへと至るルート。

ルーシからは、毛皮、蝋、蜂蜜、樹脂、麻とリネン、銀製品、スレート製自動紡車、武器、彫刻した骨などを輸出した。一方、奢侈品、果物、香辛料、塗料などが輸入された。
公はルーシの商人の利益の保護のため、外国と特別な条約を結ぼうとした。東ローマとの条約で時に顕著なものは、12世紀末 - 13世紀初頭の『ルースカヤ・プラウダ』（ルーシ法典）である。この法典には、戦争その他による損害からルーシの商人の財産を守るためのいくつかの指針が記されている。
何人かの歴史家は、キエフ・ルーシの初期における交易は、ヴァリャーグとギリシャ人の間の交易の副次的な要素に過ぎないとみなしている。一方、キエフ・ルーシ成立初期にあたる9世紀 - 10世紀の交易と交易に関する法律は劇的に発展しており、8世紀 - 10世紀の東欧において、ルーシより東方からの銀貨の流入に大きな影響を与えていたとみなす説もある。

### 租税

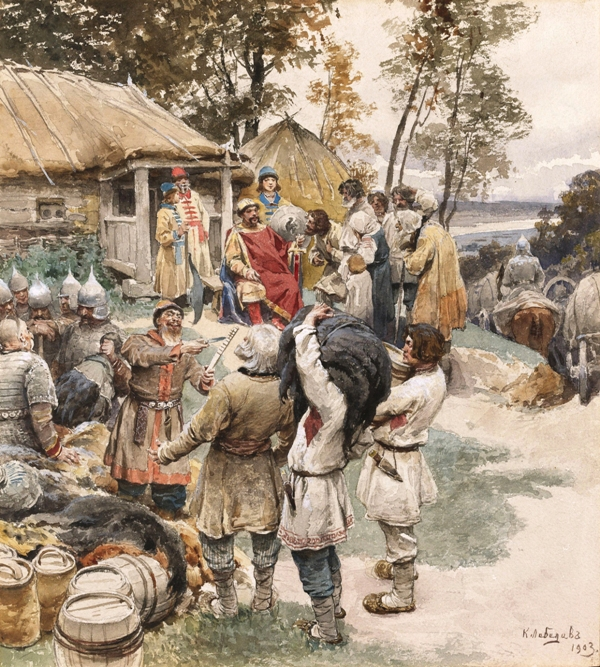
ポリュージエ。945年、ドレヴャーネ族から徴収するイーゴリ1世。
クラヴディー・レベデフ画

初期の租税は、部族の小政権が支払う貢物の形式で出現した。このような税はダーニ（貢税）と呼ばれた。課税の単位はドゥムと呼ばれ、大抵の場合、家族もしくはかまどを課税対象の1単位とした。なお、たとえばヴャチチ族などに対しては犂1つにつき税を徴収した記録もある。慣例的な税の額は、1ドゥムにつき毛皮1枚であった。収税形式はポリュージエと呼ばれる形式であり、公がドルジーナとともに、11月から4月の間に国民を訪問して税を徴収する、というものであった。
いくつかの課税管区があり、たとえばキエフの管区の範囲は、ドレヴリャーネ族、ドレゴヴィチ族、クリヴィチ族、ラヂミチ族、セヴェリャーネ族の地に広がっていた。ノヴゴロド管区では約3,000グリヴナが集められていた。支配者階級にあるのは、ルーシ族と呼ばれる、年収の10分の1を公に支払っていた民族的グループであった。
946年、ドレヴリャーネ族の蜂起を鎮圧した後に、大公妃オリガは税の徴収について整理し、税制の改革を行った。オリガはウロクを定め、ポリュージエの拠点上にポゴストを設置した。ポゴストには管理人が住み、税を集めて運ぶ役目を担った。納税を終えた人々は、公の印章の押された粘土製の証を受け取った。このような課税形式と課税自体はポヴォズと呼ばれた。オリガの改革は、大公の政権への中央集権化と、部族の長の弱体化に作用した。

### 工業

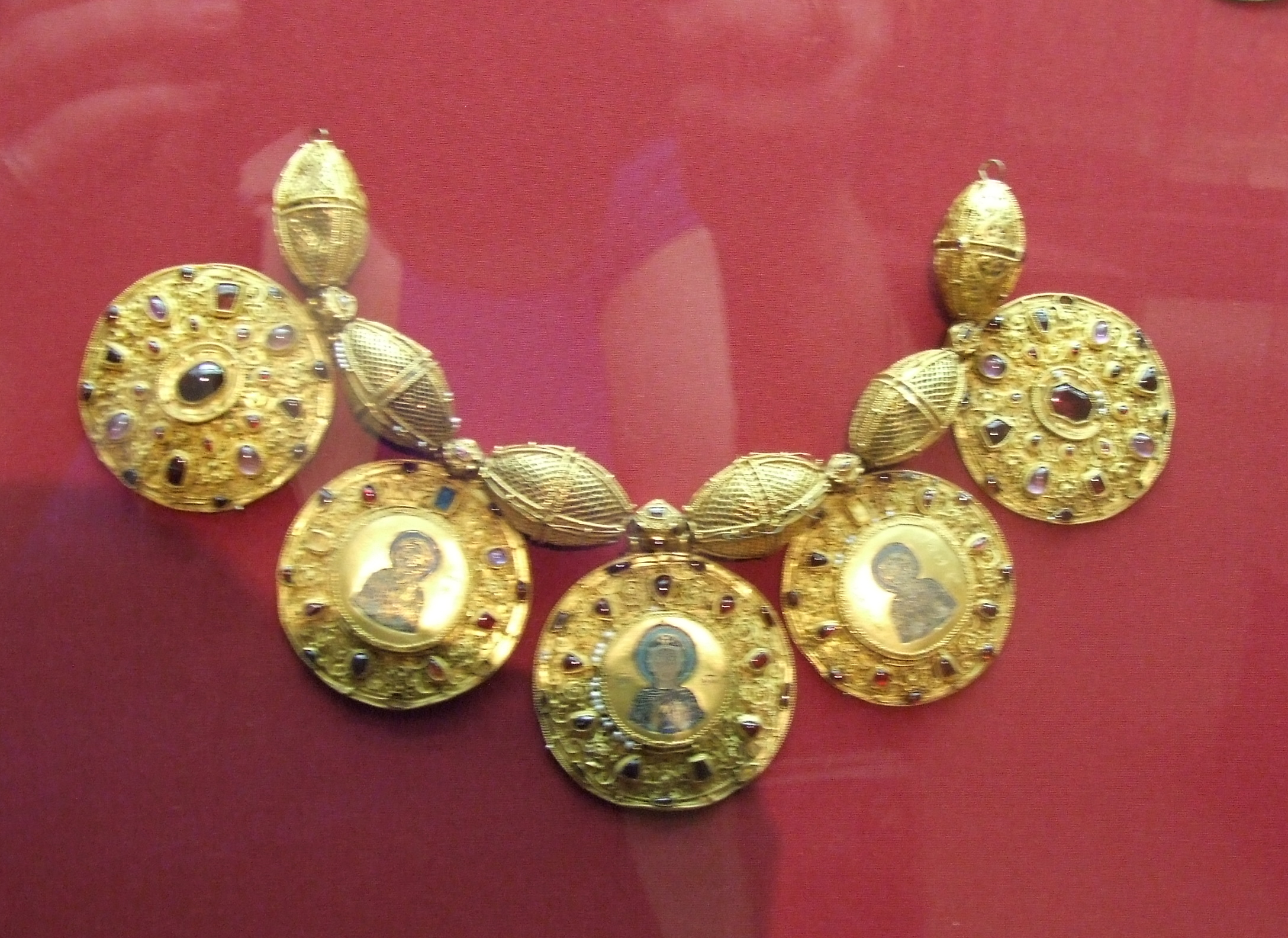
金・宝石などを用いた首飾り
（12世紀-13世紀初頭）

封建制の発達とともに、職人団体の一部は農村を離れ、領主に従属した。彼らは都市や要塞へ移り、ポサードを形成した。12世紀までに、およそ60種以上の専門職が登場したと見積もられている。
職人の一部は金属加工業に関する手工業を営んでおり、溶接、鋳造、鍛造、鍛接、焼き入れの技術を応用した生産品が、その技術水準の高さを証明している。職人たちは150種以上の鉄・銅製品を生産した。これらの生産品は、都市と農村との間の物流を促進させる上で、大きな役割を演じた。また、宝石工は非鉄金属の貨幣の鋳造技術を有していた。人々は職人を通して、農具・工具類（犂、斧、鑿など）、武具類（盾、鎖かたびら、槍、兜、剣など）、生活用品（鍵など）、装飾品（金、銀、青銅、銅などで作られた）などを用立てた。
都市の職人は注文に応じる形でも、市場で販売する形でも商品の生産を行った。ボリス・ルィバコフ (ru:Рыбаков, Борис Александрович) は、都市と農村での産業を分類した。すなわち都市では鉄工業・小鍛冶業、兵器産業、鍛造・鋳造業、伸線（針金）・宝石細工・陶器・琺瑯・ガラス製品産業などが発達した。一方農村では、鍛冶・宝石細工・陶器・木材加工・皮革加工・織物業などの産業が発達したと述べている。種々の製品によって、ルーシの名は当時のヨーロッパで広く知られるところとなっていた。たとえば、12世紀以前のフランスにおいては、絹織物を「ルーシ物」と呼んでいた。
その産業の発達段階は以下の段階を踏んでいる。第1の段階は10世紀から12世紀の20-30年代ごろまでの2世紀以上に渡る。この時期は産出する製品の数は限られ、製品は非常に高価であった。注文に応じる形での生産は拡大したが、市場で自由に販売することは未だ限定的であった。しかしこの時期に、新しい生産の基礎的な技術が蓄積されていった。考古学的発掘調査の結果は、職人たちの進歩が、キエフ・ルーシの産業技術を当時の西欧・東欧と同じ水準まで押し上げたことを結論付けている。
12世紀前葉（第1三半期）の末期に、発達の第2段階が訪れた。生産工程の簡略化によって、著しく生産合理化が進み、生産品数が急激に拡大した。織物生産においては水平織機（織機参照）が出現し、生産能力が高まった。金属加工業においては多層の鋼の刃の代わりに、鍛接された切っ先を持つ均質的な刃が現れた。同様に各産業部門で製品の量産化に成功した。特に金属加工、木材加工、宝石細工、製靴などの分野において量産・画一的な製品が現れた。また、この時期には多くの分野で専門職人が登場した。12世紀末のいくつかの都市では、専門職人の数は100人を超えていた。製品は都市での販売だけでなく、農村へも流通していった。

### 農業
農民たちは血縁的に近い世帯が集まり農村での共同体（ヴェルヴィ (ru:Вервь) もしくはミール）を形成し、自分たちの土地と家畜を持ち生活していた。共同体では牧草地や狩猟権などを共有し、納税やその他公共の義務に関しても負担しあっていた。キエフ時代には森のある地域が主に耕作された。なぜなら農業には水が欠かせず、これら森林地帯には河川が存在したからである。ただ、その土壌は豊かとはいえず、肥沃な黒土はキエフの南西にのみ存在した。ルーシの領土はほとんどが北緯50度以北に位置し植物の生育には向いていない。
このような環境のため焼畑農業が一般的であった。耕作のために樹皮を深く傷付け木を枯死させ森林を焼き払った。残った灰が土壌を改善し数年間は豊かな土壌となった。土壌がまた痩せてくると別の場所へ移動した。耕起にはソハ (ru:Соха) （ロシア語: Соха）と呼ばれるプラウがよく使われた。収穫には鎌を使い、干草を刈り取るのに大鎌やマトックを使った。
通常、穀類は森林を切り開いた耕作地で栽培され、北方ではライ麦、南では雑穀、さらに小麦、ソバ、えん麦、大麦なども補助的に栽培された。他にもエンドウやレンズマメ、アマ、麻も栽培した。家畜はウマやウシ、ブタ、ヤギ、ヒツジ、家禽が一般的なものであった。農村付近の森林ではベリーや果実、ナッツ類、キノコが採れた。川や湖、渓流で漁業も行い、肉や毛皮を求めて狩猟も行った。蝋と蜂蜜を得るために養蜂箱もあった。

## 宗教・文化

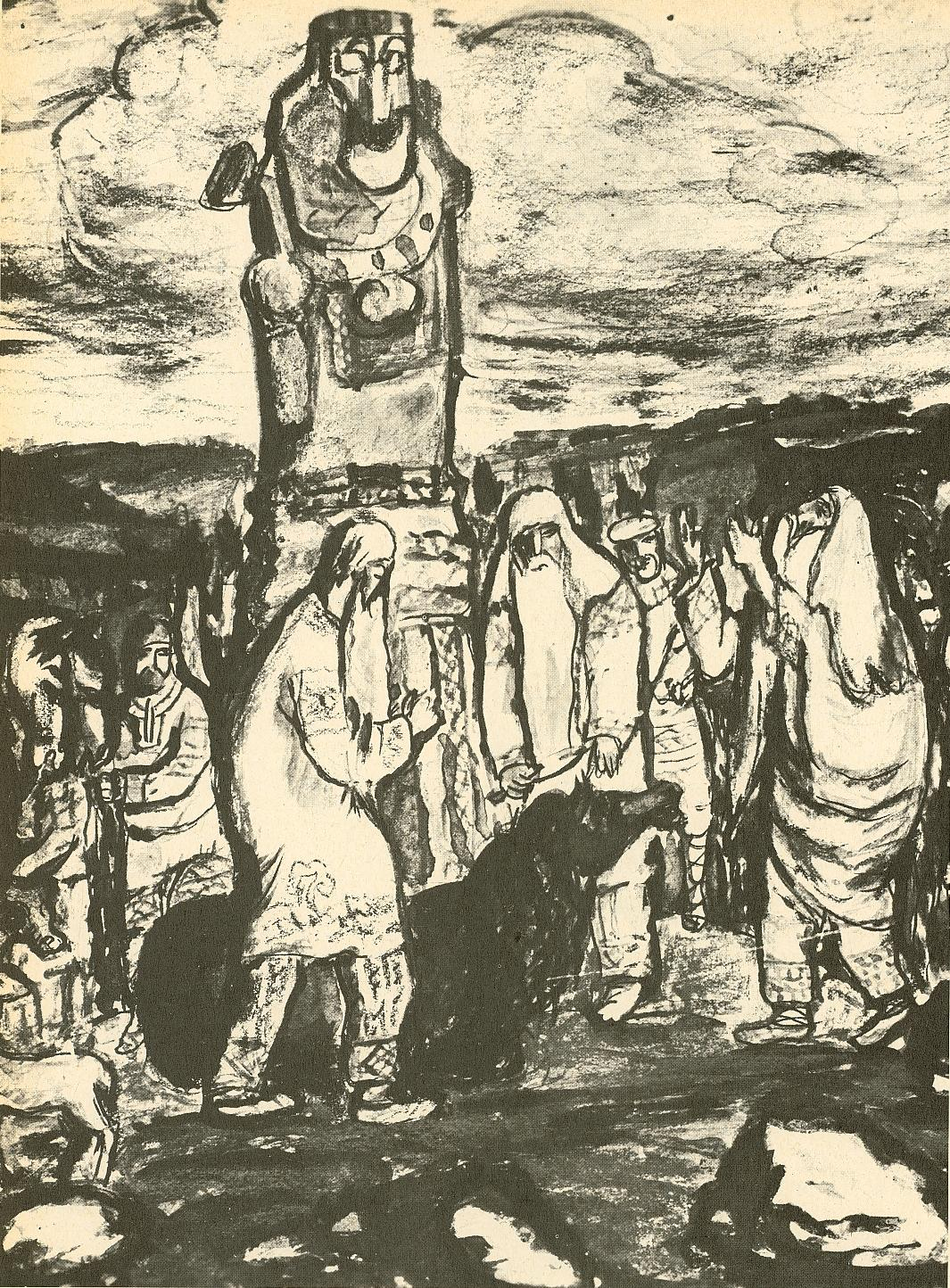
スラヴ神話のヴェレス神の絵画（1990年）。

### 宗教
980年、ウラジーミル1世は、スラヴ民族の様々な信仰や祭祀・祭礼の文化を体系化することで、キエフ・ルーシをスラヴ人全体を代表する国に発展させようと試みた。様々な民間信仰の神が列聖され、キエフの周辺の丘にその神殿が建設された 。しかし、987年には他の各宗教を調査させたうえキリスト教を導入することになり、988年には本人も洗礼を受けた。

### 伝承
書き残された史料によって、キエフ・ルーシ期の伝承の豊富さと多様性が証明されている。その大部分は年中行事の儀式のための韻文である。すなわち、農業に関する祈りに欠かすことのできない呪術、祈祷、歌である。他には婚礼の歌、葬儀の哀歌、労働の歌、酒宴の歌、トリズナの歌なども含まれる。
勇士の行動をうたう、ルーシの口承英雄叙事詩をブィリーナという。その出現時期には諸説があるものの、キエフ・ルーシ期には既に登場していたと考えられる。また、英雄叙事詩を物語ることや、曲芸、演奏なども行う旅芸人をスコモローフというが、やはりキエフ・ルーシ期には既に出現しており、その出し物は貴族たちを楽しませていた。西欧の騎士の年代記が、洗礼と異教徒の討伐を主眼としているのに対し、ルーシの英雄叙事詩や昔話の勇士たちの行動は、自らの領土を守ること、外敵から解放することを主眼としているという特徴があった。つまり、多分に愛国主義的な要素をモチーフとしていた。
宗教的な伝承としては、古代ルーシの観念を反映した神話が広範囲に広まっていた。キリスト教が導入（「ルーシの洗礼 (Крещение Руси) 」）されると、教会は長年に渡って、教会からみて異教の残滓である忌わしい慣習、悪鬼のような娯楽、冒涜に値するものを排除しようとした。しかしこの種の伝承は人々の風俗の間に保持された。それは初期の宗教的な意味合いを失い、儀式が娯楽へと変質した、19-20世紀の直前まで残されていた。
宗教的な意味合いを持たない伝承としては、ことわざ、慣用句、なぞなぞなどがあった。文学作品の著者は、自分の著作の中にこれらを使用した。また、多くの口碑や伝説が、記述文学作品の中に保持されている。すなわち、先祖の部族と公の王朝に関するもの、都市の創設者に関するもの、異邦人との戦いに関するものなどである。たとえば『イーゴリ軍記』には、2-5世紀の出来事についての説話が影響を与えている。文字が普及し、記述文学作品が普及した後も伝承は発展をつづけ、キエフ・ルーシ期の文化の重要な要素として残った。伝承文学が長く残ったのは、文章語としての言語（古代教会スラヴ語）と、話し言葉としての言語が並存して用いられたためである。古代教会スラヴ語は、スラヴ語派に属するルーシの人々にとって理解の容易な言語であり、元々の母語と、場面によって使い分けられていた。それは文学世界でも同様であり、記述文学と、口語の伝承文学において使い分けられ、両者が並立して存続する下地となった。さらに、キエフ・ルーシ期以降の多くの作家や詩人が、口承文学のテーマやプロット、蓄積された修辞技法を活用した。たとえばミハイル・ロモノーソフ、プーシキン、エセーニンなどの著名な詩人に関しても、伝承による歌謡が、その詩情の源泉に流れているという指摘がある。

### 識字

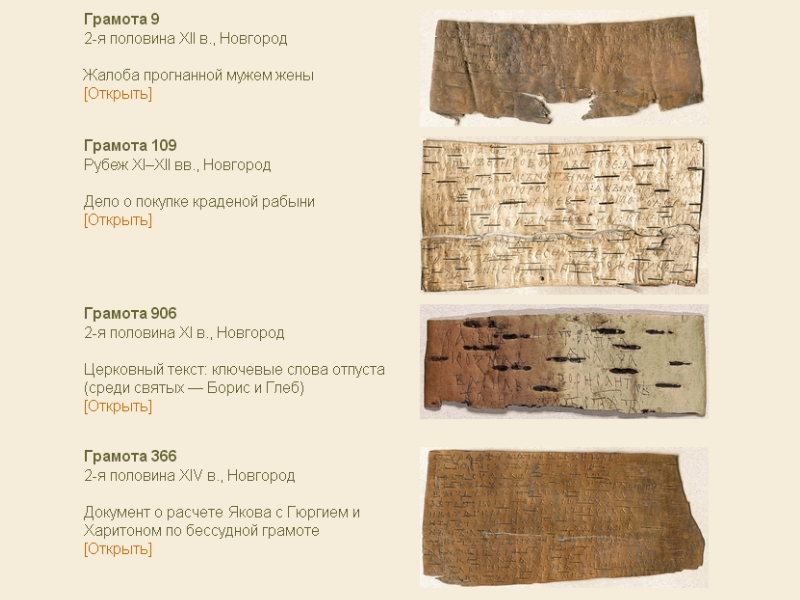
ノヴゴロド出土の白樺文書

キリスト教の導入によって、識字力の幅広い層への普及・記述文化の急激な発達が促進された。カトリックが宗教的な場面で用いる言語を限定したのに対し、ルーシの地での正教会は、キエフ・ルーシの人々の母語に非常に近い古代教会スラヴ語での礼拝を許容したからである。このことは母語で読み書きする力の発達のために好ましい環境を作り上げた。
また、識字教育は教会から発展した。教会・修道院には学校が併設された。しかし、教会が識字教育分野を独占するには至らなかった。識字力の国民への浸透に関しては、ノヴゴロドなどの都市部から出土した白樺文書が証明している。白樺文書は、手紙、覚え書きや、字を書く練習そのものなどに用いられており、文字が国家的な文章、法律関係の文章、あるいは書物の作成のためだけではなく、日常生活の中でも使用されていたことを示している。また、銘の入った工芸品も頻繁に見られる。キエフ・ノヴゴロド・スモレンスク・ウラジーミルなどの諸都市の教会の壁には、一般市民が書き記した文字が残っている。

### 文学

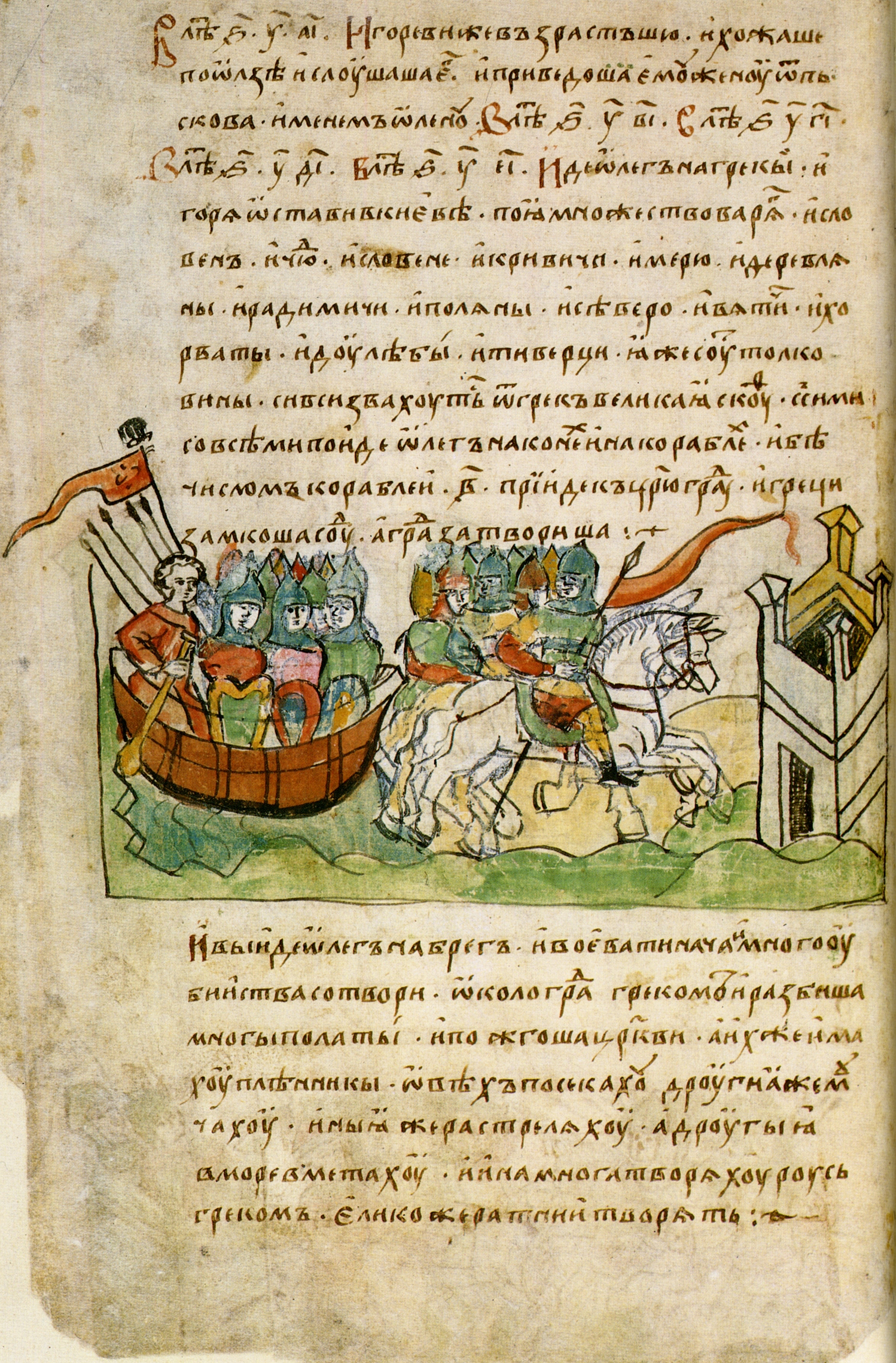
『ラジヴィウ年代記』の中の1ページ

ルーシの記述文学の形成期の文学作品における芸術的な表現技法や、思想・主題の傾向には、伝承や口承詩が大きな影響を与えた。また、キリスト教の採用とともに、多くの翻訳作品を通して、正教会の高度な伝統文化の姿がルーシにもたらされた。それはルーシ独自の伝統文学形成のための基礎となった。なお、文明開化期の日本と比するならば、既に文字文化を有していた日本における翻訳文学の割合は（比較的）小さかったが、それまで文字文化を持たなかったルーシにおいては、翻訳文学は初めて接した文字文化であり、文学史上、与えた影響はより大きかったはずである、という指摘がある。
加えて識字力の発達が、キリスト教に関連する文学が発生する下地を作った。この時期の文学作品の特徴は、説教集、聖人伝（ボリスとグレブに関する作品など）、合戦譚（『イーゴリ軍記』など）といったジャンルにある。同時に、ルーシ最初の年代記（レートピシ）である『原初年代記』が編纂されている。12世紀以降、各公国が乱立する時代となると、それぞれの公国で、自国の正当性や、地元の出来事を伝える独自の年代記が編纂された。また、新たな文学ジャンルである、生き方を示す教訓話（『モノマフ公の庭訓』 (ru:Поучение Владимира Мономаха) など）が登場し、人々に好まれた。さらには公の権力のあり方や、社会を問う作品（『ダニール・ザトーチニクの祈願』 (ru:Моление Даниила Заточника) など）も現れた。
キエフ・ルーシ期の著者たちは、著者の名を公表しないことを好んでいた。総じて11-12世紀には80以上の宗教的・世俗的な書物が編集された。

## 生活

### 住居
古代スラヴ人の住居は、社会階層によって異なる様式を持っていたと考えられる。インド・ヨーロッパ語族の社会には、支配階級となる戦士層と、農耕牧畜を行う生産者層のあいだに歴然とした階層差があり、それが住居にも現れていた。
同様な差は古代スラブ人にもあった。8-10世紀ごろのスラヴ人の遺跡には、半地下式の住居が多数発見されている。多くは、1.5メートルから4メートル四方の大きさである。もっとも原始的な住居は、地面を1メートルほど掘り、その上に、簡素な屋根を直接かぶせたものである。屋根は木の枝や葉、葦や粘土で作られた。半放浪的な生活を送っていた初期スラヴ人に適した形式であった。
一方、10世紀ごろのキエフやベロゴロドの遺跡には、竈（かまど）や2階などのある発達した住居が含まれている。これらは支配者層である戦士階級のものと思われる。スラヴ人の住居の最初の形態は、暖炉を兼ねた竈と、その竈を置いた部屋という簡単なものであったと推測される。竈や炉は全スラヴでペーチ、ペシト、ペチカなどと呼ばれている。次の段階では、竈のある部屋を寒さや雪から守るためにもう一つの部屋が作られた。こうしたスタイルの住居は、10世紀ごろの東西スラヴ人の住居に既に見られ、現在の民家にも残っている。このもう一つの部屋は、「日陰」を意味するスラヴ語に由来し、ロシア語でセーニ、ウクライナ語、チェコ語でシーニと呼ばれる。これらの語は10世紀以降の文献に現れている。